# Edna Maskell
Edna Maskell (Edna Mary Therese Maskell; * 13. April 1928 in Kapstadt; † 23. Juni 2018 in Howick) war eine südafrikanisch-nordrhodesische Hürdenläuferin und Sprinterin.
Bei den Olympischen Spielen 1952 in Helsinki erreichte sie für Südafrika startend über 100 m das Viertelfinale und über 80 m Hürden das Halbfinale.
1954 siegte sie für Nordrhodesien startend bei den British Empire and Commonwealth Games in Vancouver über 80 m Hürden in 10,9 s. Die Zeit wurde wegen übermäßiger Windunterstützung nicht als Weltrekord anerkannt. Über 100 Yards gewann sie Bronze.

## Persönliche Bestzeiten
- 100 m: 11,9 s, 21. Juli 1952, Helsinki
- 80 m Hürden: 11,2 s, 17. Juli 1954, London